# Sándor Pintér (football)
Pour les articles homonymes, voir Pinter.
Ne doit pas être confondu avec Sándor Pintér (homme politique).
Dans le nom hongrois Pinter Sándor, le nom de famille précède le prénom, mais cet article utilise l’ordre habituel en français Sándor Pinter, où le prénom précède le nom.
Sándor Pintér, né le 18 juillet 1950 à Pomáz en Hongrie, est un joueur de football international hongrois, qui évoluait au poste de milieu de terrain, avant de devenir ensuite entraîneur.

## Biographie

### Carrière de joueur

#### Carrière en club
Sándor Pintér joue pendant près de 13 saisons en faveur du Budapest Honvéd.
Il dispute un total de 252 matchs en première division hongroise, inscrivant 30 buts. Il réalise sa meilleure performance lors de la saison 1972-1973, où il inscrit sept buts.
Il joue également 24 matchs en Coupe de l'UEFA (3 buts), et trois matchs en Coupe des coupes (0 but).
Il remporte un titre de champion de Hongrie avec le Budapest Honvéd.

#### Carrière en équipe nationale
Sándor Pintér joue 39 matchs en équipe de Hongrie, inscrivant deux buts, entre 1975 et 1978.
Il reçoit sa première sélection avec la Hongrie le 26 mars 1975, en amical contre la France (défaite 2-0 à Paris).
Le 19 octobre 1975, il inscrit son premier but avec la Hongrie, lors d'un match contre le Luxembourg rentrant dans le cadre des éliminatoires de l'Euro 1976 (victoire 8-1 à Szombathely). Il marque son second but le 29 octobre 1977, contre la Bolivie, dans le cadre des éliminatoires du mondial 1978 (victoire 6-0 à Budapest).
Il figure dans le groupe des sélectionnés lors de la Coupe du monde de 1978. Lors du mondial organisé en Argentine, il joue trois matchs : contre l'Argentine, l'Italie, et la France.
Il est à deux reprises capitaine de la sélection hongroise en octobre 1978, lors de matchs contre l'URSS et la Grèce rentrant dans le cadre des éliminatoires de l'Euro 1980.

## Palmarès

### En club
Budapest Honvéd
- Championnat de Hongrie (1) :
  - Champion : 1979-80.
  - Vice-champion : 1971-72, 1974-75 et 1977-78.

### Distinctions personnelles
- Élu joueur hongrois de l'année en 1977[2]